# 청중구 (시닝시)

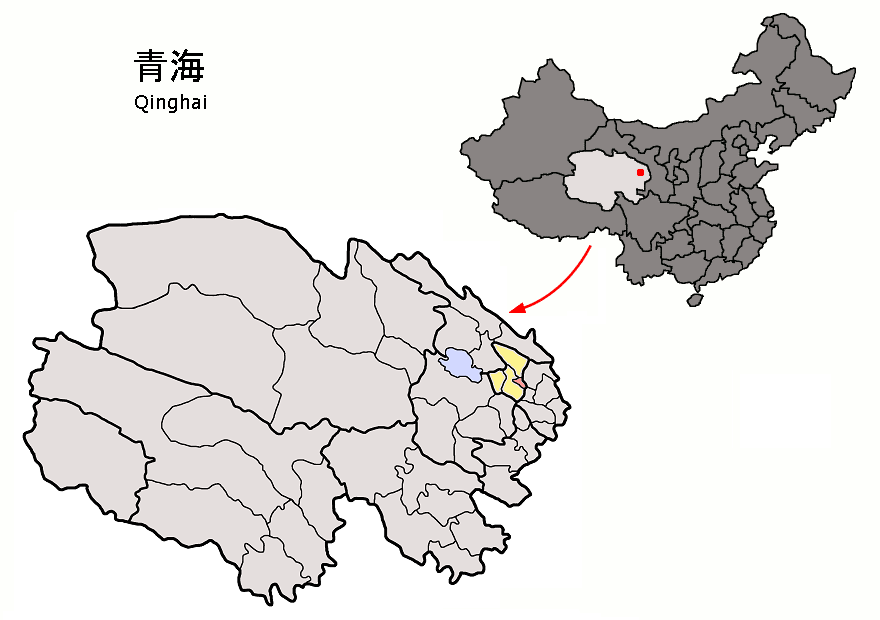
시닝 시구의 위치

청중구(한국어: 성중구, 중국어: 城中区, 병음: Chéngzhōng Qū)는 중화인민공화국 칭하이성 시닝 시의 현급 행정구역이다. 넓이는 11km2이고, 인구는 2007년 기준으로 190,000명이다.

## 인구
한족과 후이족, 티베트족, 만주족, 투족, 몽골족 등 26개 소수민족이 거주한다.

## 기후
연평균 기온은 4.9°C이고 연평균 강수량은 379mm이다.

## 행정 구역
6개 가도를 관할한다.
- 가도: 人民街街道, 南滩街道, 仓门街街道, 礼让街街道, 饮马街街道, 南川东路街道.